# Santo Amaro (São Roque do Pico)
Santo Amaro is een plaats (freguesia) in de Portugese gemeente São Roque do Pico en telt 329 inwoners (2001). De plaats ligt op het eiland Pico, onderdeel van de Azoren.

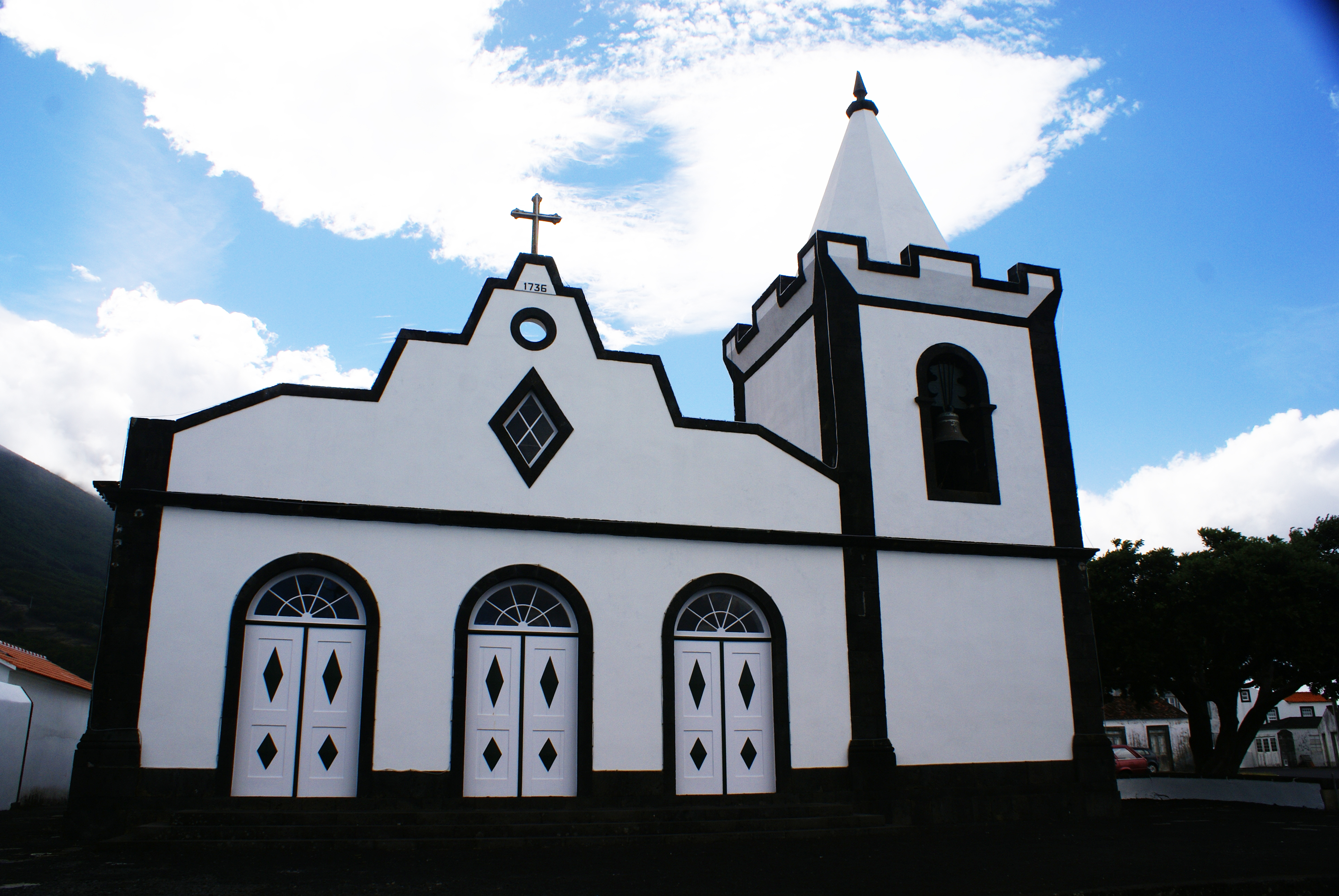
Kerk van Santo Amaro
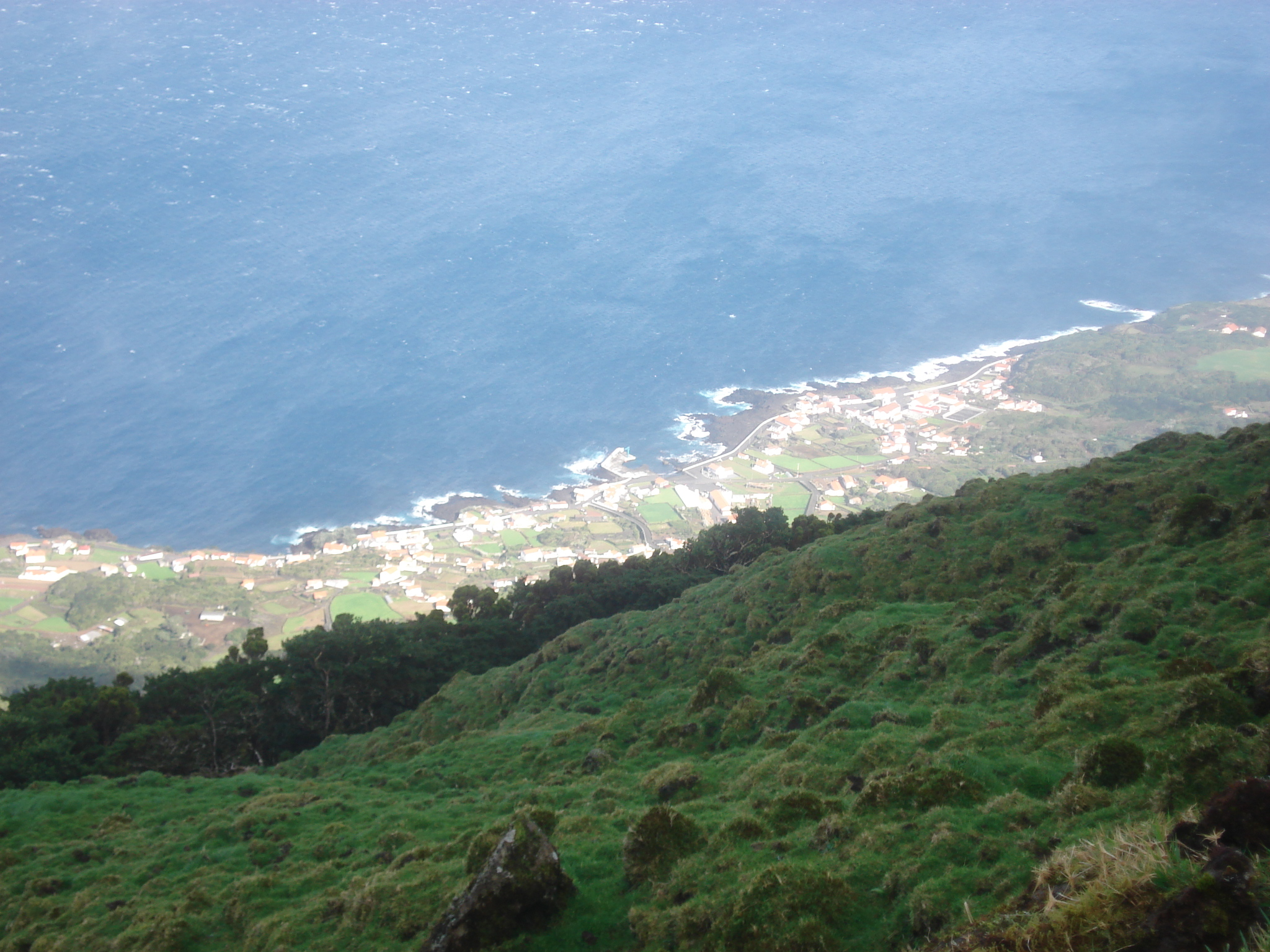
Santo Amaro